# Stephen M. Veazey
Stephen Mark Veazey (nascido em 3 de maio de 1957 (67 anos), Tennessee) é o oitavo Profeta-Presidente da Comunidade de Cristo (Community of Christ), conhecida anteriormente como Igreja Reorganizada de Jesus Cristo dos Santos dos Últimos Dias (Reorganized Church of Jesus Christ of Latter Day Saints), sediada em Independence, Missouri.

## Biografia
Veazey obteve o Bachelor of Science em Biologia na Universidade do Tennessee e um Master of arts em Religião pelo Park College de Parkville. Foi ministro executivo da Congregação Fremont na Califórnia e desenvolveu um projeto de desenvolvimento missionário na baía de São Francisco. Casado com Cathleen Henson Cackler, teve três filhos.
Exerceu diversos trabalhos missionários e administrativos na Igreja ao longo de seu tempo como ministro de tempo integral desde 1983. Na Conferência Mundial de 1988, Veazey foi ordenado como Presidente dos Setenta, e na Conferência Mundial de 1992 foi como apóstolo. Em abril de 2002, se tornou Presidente do Conselho dos Doze Apóstolos e diretor dos Ministérios de Campo. Também foi responsável pelos Ministérios de Plantação de Igrejas e Ministérios de Jovens Adultos e de Campus.
Foi ordenado como Profeta-Presidente em 3 de junho de 2005, como o segundo a não ser descendente direto de Joseph Smith Jr.
Em março de 2023, especialmente por causa de sua saúde, Presidente Veazey anunciou sua aposentadoria da posição de Profeta-Presidente e início do processo de discernimento para escolha da próxima pessoa a assumir o cargo. Em janeiro de 2024, a Comunidade de Cristo anunciou a escolha por parte do Conselho dos Doze Apóstolos e demais lideranças da Apóstola Stassi Cramm, membra da Primeira Presidência, como próxima Profeta-Presidente. Caso seja aprovada na Conferência Mundial da Igreja em 2025, se tornará a primeira mulher a exercer essa função.